# WALL•E
WALL•E è un film d'animazione in CGI del 2008, diretto da Andrew Stanton; prodotto da Pixar Animation Studios, in co-produzione con Walt Disney Pictures, e distribuito da Walt Disney Studios Motion Pictures.
Il film, ideato e scritto dallo stesso Stanton insieme a Pete Docter e Jim Reardon, è il 9º lungometraggio Pixar e narra le vicende del robot WALL•E, che in un lontano futuro è l'unico abitante del pianeta Terra, ormai abbandonato dagli esseri umani a causa dell'eccessivo inquinamento e del continuo accumulo di rifiuti. Un giorno scende dal cielo un robot ad alta tecnologia di nome EVE che lo fa innamorare e, in nome di questo amore, i due vivono un'avventura che cambia il loro destino e quello dell'umanità.
La pellicola è stata acclamata dalla critica per la qualità dell'animazione, la tecnologia, la storia e la colonna sonora, ottenendo numerosi riconoscimenti, tra cui l'Oscar 2009 per il miglior film d'animazione (su 7 candidature), il Golden Globe e il BAFTA nella stessa categoria. È dedicato a Justin Wright, animatore Pixar morto negli studi della società il 18 marzo 2008.
Nel 2021 il film è stato selezionato per la conservazione nel National Film Registry degli Stati Uniti dalla Biblioteca del Congresso come "culturalmente, storicamente o esteticamente significativo".

## Trama
Nel 2105 il livello di inquinamento del pianeta Terra è altissimo, con la superficie terrestre ormai completamente ricoperta di immondizia. La Buy n Large Corporation (BnL), una grande azienda commerciale che ha preso in mano il governo del mondo, ha costruito una flotta di grosse navi spaziali, la cui ammiraglia è la Axiom, sulla quale l'intera umanità si è imbarcata per una crociera di cinque anni allo scopo di sopravvivere, mentre sulla Terra la BnL ha realizzato e messo in opera un esercito di robot meccanici chiamati "WALL•E" ("Waste Allocation Load Lifter • Earth-Class", traducibile come "Sollevatore di carichi per l'allocazione dei rifiuti • serie terrestre") incaricati di fare pulizia, compattando i rifiuti in cubi. Le cose purtroppo non vanno come previsto, in quanto tutti i robot pian piano si disattivano o si guastano, quindi cinque anni dopo la missione di rientro non può avere luogo, visto che il pianeta non è stato ripulito. Uno solo dei robot continua a funzionare, ma nessuno se ne accorge.
Nel 2805 WALL•E, l'ultimo della serie di robot originariamente presenti sulla Terra, continua imperterrito da 700 anni la sua opera di spazzino del pianeta, giorno dopo giorno, compattando e stoccando l'immondizia in cubi che ha poi impilato uno sull'altro, fino a formare enormi accumuli di rifiuti simili a grattacieli. Ogni sera, finito il suo lavoro, WALL•E torna alla sua casa, un rimorchio abbandonato in origine contenente gli altri robot spazzini come lui, dove custodisce gli oggetti da lui ritenuti interessanti trovati nel corso delle sue operazioni di pulizia.
A rompere questa secolare routine, un giorno scende dal cielo un razzo che deposita sul pianeta un robot e WALL•E spera che ciò possa spezzare la sua solitudine una volta per tutte. Il robot ha una forma a uovo ed è di un livello tecnologico molto più avanzato: può infatti volare e registrare immagini, è dotato una discreta capacità di parola ed è armato con un potente braccio-fucile. Quando incontra WALL•E, il robot proveniente dallo spazio si presenta col nome di EVE ("Extraterrestrial Vegetation Evaluator", traducibile come "Esaminatore di vegetazione extraterrestre") e gli dice che la sua direttiva è riservata. All'arrivo di una tempesta, WALL•E prende EVE e la porta a casa sua: quando lui le mostra una piantina che aveva trovato fra le macerie, EVE, individuando che si tratta di un segnale di vita su un pianeta apparentemente morto, la prende, la chiude dentro sé stessa e si spegne: la sua missione infatti era trovare una forma di vita vegetale sulla Terra, pianeta ritenuto ormai privo di vita. WALL•E, che ormai le si è affezionato tantissimo, resta quindi alle prese con un robot spento, ma nonostante ciò continua a prendersi cura di lei sperando in una sua riaccensione. Poco tempo dopo il razzo torna a prendere EVE, ma WALL•E non vuole rimanere solo di nuovo, quindi, tentando di seguirla, si aggrappa alla navicella mentre quest'ultima decolla.
Il razzo arriva sull'astronave Axiom, dove gli esseri umani sopravvivono da sette secoli in un ambiente lussuoso senza compiere il minimo sforzo fisico, al punto che sono tutti diventati incredibilmente obesi e incapaci di deambulare autonomamente. Le persone sull'Axiom si spostano e si nutrono tramite poltrone fluttuanti e comunicano solo parlando attraverso schermi olografici. Sull'astronave, EVE viene riattivata e portata dinnanzi al capitano B. McCrea per comunicargli di aver scoperto che sul pianeta Terra può tornare la vita e quindi che il momento di riportare a casa l'umanità è giunto.
All'apertura, però, EVE risulta vuota, e lei inizialmente pensa che WALL•E abbia la pianta, ma lui non ne sa niente. Il capitano suppone quindi che la sonda sia difettosa e la spedisce al reparto riparazioni insieme a WALL•E, il quale viene messo in una cella con raggi laser per essere ripulito, mentre EVE viene spenta e portata al reparto riparazioni. Vedendo che EVE è oltre il vetro, WALL•E pensa che i robot tecnici stiano torturando la sua amata, quindi tenta di raggiungerla e liberarla, ma così facendo apre accidentalmente le celle di tutti i robot difettosi, che lo portano in trionfo come loro salvatore. Ben presto il gruppo di robot trionfanti viene raggiunto dai robot di pattuglia, i SECUR-T (chiamati anche STEWARD o STEWARD-bot) e WALL•E e EVE, fotografati nell'istante in cui lei si stava rimettendo a posto il braccio laser che WALL•E le aveva staccato, sono identificati come robot ribelli e ricercati in tutta la Axiom. EVE, infuriata, decide quindi di rimandare WALL•E sulla Terra con una capsula di salvataggio, ma il robot si rifiuta di partire senza di lei. I due devono quindi nascondersi da GO-4 (o GO-FR), il robot capo dei SECUR-T, che nasconde la pianta in una capsula di cui attiva l'autodistruzione e che lancia nello spazio: EVE ha la conferma che WALL•E ha davvero tentato di salvare la pianta, anche perché ora si introduce coraggiosamente nella capsula per tentare di nuovo un salvataggio. Quando la capsula esplode, EVE è sconvolta ma poco dopo WALL•E, riuscito a fuggire in tempo, torna da lei usando un estintore come un jetpack. Anche la pianta è salva, quindi i due robot iniziano a danzare nello spazio attirando l'attenzione di due umani, Mary e John, che avevano conosciuto WALL•E e che, grazie a lui, avevano cominciato a interagire fisicamente tra di loro e a divertirsi di più, staccandosi dalla monotona vita della Axiom. Durante la loro danza, WALL•E e EVE si scambiano il loro primo bacio, che lascia ammaliato per qualche secondo WALL•E, ormai innamorato.
I due robot rientrano quindi nella nave e WALL•E tenta di stringere la mano a EVE, però la sonda non ha tempo e resta fedele alla sua direttiva, quindi raccomanda a WALL•E di restare nascosto per evitare altri guai mentre lei va a consegnare la pianta al capitano, il quale è entusiasta all'idea di tornare sulla Terra. Il capitano decide di dare un'occhiata alle riprese fatte da EVE durante la sua permanenza sul pianeta e scopre a malincuore che la Terra non è verde e fertile come sperava, ma vedendo la pianta si rende conto che c'è ancora speranza di vita sulla Terra ed è sufficiente che gli uomini si diano da fare per farla rinascere prendendosene cura. Dal suo canto, invece, EVE nota tutte le attenzioni che WALL•E le ha riservato, in quanto, anche quando lei si era spenta, la sua telecamera di sicurezza aveva continuato a registrare, consentendole di vedere cosa WALL•E ha fatto per lei, e capisce che il robot spazzino è veramente innamorato di lei e che ha voluto farglielo capire dall'inizio. Il capitano intanto chiama il suo robot copilota/timone AUTO e gli ordina di aprire l'Holodetector, un dispositivo situato sul ponte principale, per inserirvi la pianta e dare inizio al rientro dell'umanità; AUTO, però, sulla base della decisione presa segretamente nel 2110 dal presidente della BnL, si rifiuta, rimanendo dell'idea che sulla Terra la vita sia rimasta insostenibile e che l'umanità debba rimanere nello spazio. Temendo che la rivelazione della sua segreta direttiva possa mettere in atto una rivolta, AUTO mette in scena un ammutinamento: la pianta viene sottratta da GO-4, che la getta nello scarico dei rifiuti, dove viene fortunosamente recuperata da WALL•E. AUTO allora usa il suo taser per fondere la memoria centrale del robot, che cade privo di sensi e con la pianta al suo interno nello scarico dei rifiuti insieme a EVE, che viene spenta. EVE si risveglia in una montagna di rifiuti e sia lei che WALL•E vengono raccolti da due enormi robot incaricati di compattare i rifiuti in enormi cubi e gettarli nello spazio. I due riescono a salvarsi in tempo grazie all'intervento di M-O ("Microbe-Obliterator", "Obliteratore di microbi"), un ossessivo robot pulitore che stava inseguendo WALL•E da quando era giunto sulla Axiom in quanto ricoperto di "agente contaminante". Mentre M-O pulisce WALL•E e fa amicizia con lui, EVE cerca una memoria sostitutiva per WALL•E, ma non ne trova nessuna; M-O le consiglia allora di portare la pianta all'Holodetector e tornare sulla Terra per portare a termine la sua direttiva, ma la sonda gli fa capire che ora la sua direttiva è cambiata dato che è innamorata di WALL•E; questi però le fa notare che una volta sulla Terra potrà ripararlo. I tre robot allora ritornano sulla Axiom e si dirigono all'Holodetector, mentre AUTO affronta il capitano, manda i SECUR-T a braccare i robot e tenta di chiudere l'Holodetector; WALL•E blocca la chiusura rischiando di rimanere schiacciato, mentre EVE è aiutata dai robot difettosi e dagli umani a recuperare la pianta.
Il capitano nel mentre decide di alzarsi in piedi, riuscendoci, e riesce ad afferrare AUTO, per poi disattivarlo e assumere il controllo manuale dell'astronave, dirigendola verso la Terra con un ipersalto. WALL•E è rimasto gravemente danneggiato mentre tentava di tenere aperto l'Holodetector e sembra non funzionare più, ma EVE riesce a riattivarlo una volta sulla Terra, cambiando i suoi componenti con quelli che lui teneva di riserva nel suo rifugio e poi caricandolo esponendolo alla luce del Sole. WALL•E si risveglia, ma non ricorda più niente e comincia a compattare i rifiuti. Caparbiamente, EVE tenta di fargli tornare la memoria, ma ogni tentativo sembra vano e, affranta, lo tiene per mano e lo "bacia" nuovamente. Mentre EVE se ne va vede che però la sua mano è incastrata in quella di WALL•E, che lentamente ricambia e stringe a sua volta la mano di EVE: tra lo stupore e la felicità generale, WALL•E ha riacquistato la memoria e può stare finalmente assieme all'amata EVE, mentre l'umanità, dopo 700 anni, può ricominciare una nuova vita sulla Terra, aiutata dai robot della Axiom.

## Personaggi
- WALL•E: è il protagonista maschile del film, è un robot simile a un cubo fornito di due cingoli mossi da tre ingranaggi ciascuno. È dotato di due telecamere come occhi, di braccia meccaniche che gli consentono di afferrare oggetti e di un dispositivo che gli consente di compattare i rifiuti. All'inizio era freddo e senz'anima, ma col passare degli anni sviluppa una personalità, grazie anche agli oggetti che trova e conserva, soprattutto grazie alla cassetta del film Hello, Dolly!, che gli fa conoscere l'amore e gli fa sognare di trovare una compagna. Si affeziona a EVE fin da subito anche se non viene considerato, sviluppa un profondo amore per la sonda e farà di tutto per lei. Alla fine, gravemente danneggiato e poi riparato, perde la memoria, che gli ritorna dopo il bacio di EVE.
- EVE: protagonista femminile del film, è un robot ad alta tecnologia, inviata sulla Terra per cercare una forma di vita. All'inizio è fredda, ostile e tende a seguire solo la sua direttiva, non considerando WALL•E. Successivamente grazie al robot scoprirà un mondo nuovo, farà amicizia e si innamorerà di lui, capendo che il robot farebbe di tutto per lei; infatti cambierà direttiva per stare con lui e lo riparerà una volta tornati sulla Terra. Quando vede che WALL•E ha perso la memoria, farà di tutto per fargliela tornare senza risultati. Affranta, pensando di aver perso il suo amore, gli dà un "bacio", facendo inaspettatamente tornare la memoria al robot. EVE ricorda esternamente i progetti di Jony Ive per la Apple, Inc. (proprietaria della Pixar), in particolare l'iMac G3.
- Comandante B. McCrea: è il capitano della nave Axiom. All'inizio appare abbastanza svogliato, con l'unica preoccupazione di annunciare i comunicati, in quanto il comando della nave è lasciato in mano al suo co-pilota/timone AUTO. All'annuncio del ritrovamento della pianta è inizialmente spaventato per via del cambiamento radicale che comporterebbe il tornare sulla Terra, ma grazie all'aiuto involontario di WALL•E rimane affascinato dal pianeta (impiegando il suo tempo a fare ricerche sulla Terra sul computer dell'astronave) e farà di tutto pur di tornare a casa. AUTO tenta di fermarlo, ma alla fine McCrea riuscirà a disattivarlo sollevandosi in piedi anche se obeso (come quasi tutti gli altri umani sulla nave) e a riprendere il controllo manuale della nave.
- AUTO: è l'antagonista principale del film, "doppiato" nell'originale dal programma informatico MacInTalk, sviluppato da Apple. È un timone altamente tecnologico, privo di sentimento e molto sadico, che segue scrupolosamente la sua obsoleta direttiva (A-113), che sarebbe quella di rimanere sulla Axiom, dopo che la BnL aveva imprecisamente concluso che la Terra non potesse essere salvata. Fa di tutto per poter sabotare gli umani che stanno tentando di tornare a casa. Verrà fermato dal comandante e disattivato. L'aspetto del personaggio, con il caratteristico "occhio" rosso, è un riferimento a HAL 9000, il supercomputer dell'astronave Discovery Uno, apparso nel film 2001: Odissea nello spazio e nel romanzo omonimo, anch'esso ribelle nei confronti dell'equipaggio umano.
- Shelby Fortright: è l'Amministratore delegato della Buy n Large, ed è l'unico personaggio (fatta eccezione per alcuni personaggi nelle pubblicità BnL, per i ritratti dei primi capitani della Axiom e, ovviamente, per i personaggi del film Hello, Dolly!) interpretato in live-action di tutto il film. Lo si vede solo attraverso dei messaggi promozionali sulla Terra e tramite delle comunicazioni rivolte ad AUTO sulla Axiom (simili alle comunicazioni del controllo a Terra e del dottor Floyd in 2001) ed è presumibilmente deceduto da alcuni secoli. Solitamente appare molto ottimista e allegro (ma probabilmente solo per ragioni di apparenza della sua compagnia), eccetto nella sua ultima trasmissione, dove ordina stizzito di attivare la direttiva A-113, per poi essere portato via (forse su un'astronave) mentre indossa una maschera antigas.
- M-O, un piccolo robot a forma di scatola ossessionato dal pulire qualsiasi cosa possa sporcare la Axiom, e per questo inizia ad inseguire WALL•E una volta che questi arriva, essendo la cosa più sporca che M-O abbia mai visto. Ha una spazzola attaccata alle braccia, con cui pulisce e con cui può, all'occorrenza, aggrapparsi agli oggetti. Dopo essere riuscito a pulire del tutto WALL•E ne diventa amico, aiutandolo contro AUTO assieme ad EVE e ai robot difettosi.
- Hal: è uno scarafaggio che vive sulla Terra con WALL•E, il quale gli offre cibo e alloggio all'interno del derelitto camion che trasportava i robot del suo modello. Il suo nome è probabilmente anch'esso un riferimento a 2001, oltre a esserne dichiaratamente uno a Hal Roach ("roach" in inglese è l'abbreviazione di "cockroach", "scarafaggio") mentre la sua esistenza si rifà alle famose teorie sulla resistenza degli scarafaggi, che sopravvivrebbero anche in caso di olocausto nucleare (Hal sopravvive, infatti, dopo essere stato accidentalmente calpestato dai cingoli di WALL•E per ben due volte e sparato da EVE). Hal (o scarafaggi simili) hanno anche un cameo nel film Ratatouille (2007), nell'appartamento di Linguini, e un altro, più evidente, in Ralph Spaccatutto (2012), tra gli oggetti smarriti di Tapper.

## Produzione
Stando alle parole del regista Andrew Stanton, la prima idea sulla realizzazione di WALL•E gli venne in mente nel 1994 quando, a un pranzo con le altre menti creative della Pixar (John Lasseter, Pete Docter, Joe Ranft) pensavano a quali nuovi film realizzare dopo essere riusciti nell'impresa di portare al cinema Toy Story, il loro primo film. Il team ha concepito alcuni dei loro film più famosi -  Toy Story 2, A Bug's Life, Monsters & Co. e Alla ricerca di Nemo - in quel pranzo. A un certo punto, Stanton ha proposto l'idea di un robot rimasto bloccato sulla Terra dopo che l'umanità se n'era andata per via dell'inquinamento. Stanton già prevedeva due caratteristiche fondamentali del film: l'assenza di dialoghi fra i robot, e la storia d'amore. I tempi non erano ancora maturi per trattare questi argomenti, così il progetto fu messo da parte. Quando Stanton lavorò poi sul suo primo film, Alla ricerca di Nemo, l'idea dell'ultimo robot sulla Terra gli ritornò in mente e ricominciò a scriverla, addirittura interferendo con la lavorazione di Nemo.

### Pre-produzione
Se dal lato della narrazione il film è principalmente una storia d'amore, dal lato della realizzazione tecnica è un omaggio ai più importanti film di fantascienza degli anni settanta e ottanta. Fra i film che hanno ispirato WALL•E il regista ha dichiarato:
- Alien
- Blade Runner
- 2001: Odissea nello spazio
- 2002: La seconda odissea
- Atmosfera zero
- Il pianeta delle scimmie
- Star Trek: Il film
- Incontri ravvicinati del terzo tipo
- Tron
- Corto circuito
- E.T. L'extraterrestre

Per la creazione del modello del robot WALL•E gli animatori Pixar hanno studiato dei veri robot, dei veri compattatori di immondizia, e dal punto di vista grafico si sono rifatti alla tradizione Disney sfruttando i vecchi disegni preparatori di Tomorrowland, la sezione futuristica di Disneyland.
Per la personalità del robottino hanno visto e studiato i film muti degli anni venti. Per tutta la prima parte del film non si sentono altro che i suoni inarticolati emessi da WALL•E, per questo la critica l'ha paragonato a un mimo del cinema muto, quando non allo stesso Charlot di Charlie Chaplin.

### La scelta diHello, Dolly!
Il robot WALL•E ha acquistato la sua personalità dopo secoli passati a contatto con l'immondizia lasciata dagli uomini e soprattutto con i loro oggetti ancora recuperabili fra i rifiuti, fra cui una videocassetta del film Hello, Dolly!, grazie alla quale WALL•E scopre l'amore e acquista coscienza della sua solitudine. È con queste premesse che i realizzatori del film avevano intenzione di emozionare gli spettatori, costruendo una storia d'amore fra due robot. Ad accentuare l'impatto emotivo di questo aspetto del film è servito il contrasto con la decadenza dell'umanità e soprattutto la canzone romantica presa dal finale di Hello, Dolly!.
Il regista ha voluto scegliere musica che fosse in contrasto con l'aspetto futuristico del film. All'inizio pensò alla musica swing francese degli anni trenta, ma la stessa idea era alla base del film d'animazione Appuntamento a Belleville, uscito nel 2003 (durante la lavorazione di WALL•E). Allora il regista optò per un musical broadwayiano. A colpirlo in Hello, Dolly! (musical del 1969 diretto da Gene Kelly, con Barbra Streisand e Walter Matthau) fu la canzone "Put on Your Sunday Clothes", interpretata nel film da Michael Crawford. Il testo di questa canzone inizia con le parole "out there" ("là fuori"), secondo il regista era quindi l'incipit ideale per un film ambientato nello spazio. Un'altra canzone catturò l'attenzione del regista: "It only takes a moment", il tema romantico del film. Mostrando a EVE la scena relativa a questa canzone WALL•E ha la possibilità di dire "ti amo" pur non sapendo parlare. Tanto è bastato perché Andrew Stanton confermasse la sua scelta di Hello, Dolly! come fil rouge di questa storia d'amore ambientata nello spazio.

### Innovazione tecnica
La Pixar si prefigge di superare nuovi limiti nel campo della tecnica e dell'animazione con ogni suo nuovo film d'animazione. WALL•E in questo senso è innovativo in più di un campo.
La prima caratteristica, comune agli altri film Pixar, è l'espressività degli oggetti inanimati, in questo caso robot. I robot del film non sono antropomorfi; in questa forma è più forte l'idea che siano oggetti senz'anima a prendere vita, senza dare per scontate eventuali similitudini col comportamento umano. Senza forma umana e senza poter parlare, se non con rumori elettronici, questi oggetti riescono comunque a comunicare simpateticamente fra loro, e a trasmettere umanità e sensibilità al pubblico. Ciò è possibile perché gli animatori Pixar, diretti per questo film dal capo animatore Angus MacLane, non hanno riservato cura soltanto nella modellazione dei robot, ma anche nella loro espressività, dotandoli di movimenti, tic, e suoni caratteristici che ne definiscono la personalità.
Un'altra caratteristica distintiva dell'innovazione tecnica del film è da accreditare al design del suono. Tale compito è stato affidato a Ben Burtt, premio Oscar per il montaggio del suono di film come Star Wars, E.T., Indiana Jones, e altri film di fantascienza. Anche Ben Burtt ha dovuto scontrarsi con il binomio meccanicità-espressività, dovendo creare suoni elettronici riconoscibili ma che allo stesso tempo avessero il calore e la profondità della comunicazione umana. Ogni dialogo "umano" è lasciato a filmati trasmessi in schermi olografici che mostrano cosa sia accaduto in passato al nostro pianeta. Queste scene, per la prima volta in un film Pixar, sono girate dal vivo con comparse in carne e ossa, e con l'attore Fred Willard nel ruolo di presidente della Buy n Large Corporation.
Se il look di WALL•E è diverso dai precedenti film Pixar lo si deve alla particolare scelta del regista Andrew Stanton riguardo alla fotografia del suo film: le imperfezioni visive caratteristiche dei vecchi film di fantascienza degli anni '70. A questo scopo, il produttore Jim Morris ha chiamato due consulenti rinomati e pluripremiati per i loro contributi nel mondo del cinema: il direttore della fotografia Roger Deakins e il supervisore agli effetti visivi Dennis Muren. Entrambi hanno lavorato a fianco degli artisti della Pixar per lunghi periodi.
Al design del film hanno collaborato come consulenti anche Jonathan Ive e il suo team, responsabili del design dei prodotti Apple, fra i più recenti l'iPod. Proprio a un iPod somiglia la robot EVE, di forma ovoidale, bianca, lucida e perfettamente liscia, con un display nero e due led blu come occhi. Il regista Andrew Stanton ha però riscontrato un limite nel lavoro di Jonathan Ive, il quale non ha potuto infondere nel design del film tutta la propria visione del futuro, riservandosela per i progetti in lavorazione presso la Apple.

## Colonna sonora
La colonna sonora di WALL•E è composta da Thomas Newman, che aveva già lavorato col regista Andrew Stanton alle musiche del suo film Alla ricerca di Nemo. In America l'album è stato venduto in una confezione ecologica di cartone, in riferimento al tema ambientalista trattato nel film.
A collaborare con Stanton è stato chiamato Peter Gabriel che non solo ha scritto (insieme a Newman) una canzone originale appositamente per il film, Down to Earth, che si può sentire durante i titoli di coda, ma ha collaborato col compositore principale anche a due importanti temi musicali del film, EVE e Define dancing.
Il brano BnL è il jingle della compagnia Buy n Large, ricalcato su quelli della catena americana di supermercati Wal-Mart. Il testo è di Bill Bernstein, music editor della colonna sonora.
Tre brani non originali sono presenti nell'album.
- la versione di Louis Armstrong del classico francese La Vie en rose.
- i brani Put on Your Sunday Clothes e It Only Takes a Moment, tratti da due canzoni del film Hello, Dolly!, scritte da Jerry Herman e interpretate da Michael Crawford. È curioso notare una coincidenza: la colonna sonora strumentale del musical Hello, Dolly! fu composta da Lionel Newman, zio di Thomas Newman. Le canzoni tratte da Hello, Dolly! sono diegetiche nel film.

Nel film sono citati altri brani non originali, non presenti nell'album della colonna sonora.
- Don't Worry, Be Happy di Bobby McFerrin.
- Also sprach Zarathustra di Richard Strauss

### Tracce
1. Michael Crawford – Put On Your Sunday Clothes – 1:17
2. 2815 A.D. – 3:28 (Thomas Newman)
3. WALL-E – 2:00 (Thomas Newman)
4. The Spaceship – 1:41 (Thomas Newman)
5. EVE – 1:02 (Thomas Newman e Peter Gabriel)
6. Thrust – 0:41 (Thomas Newman)
7. Bubble Wrap – 0:50 (Thomas Newman)
8. Louis Armstrong – La Vie En Rose – 3:24
9. Eye Surgery – 0:40 (Thomas Newman)
10. Worry Wait – 1:19 (Thomas Newman)
11. First Date – 1:19 (Thomas Newman)
12. Eve Retrieve – 2:19 (Thomas Newman)
13. The Axiom – 2:24 (Thomas Newman)
14. BNL – 0:20 (testo: Bill Bernstein – musica: Thomas Newman)
15. Foreign Contaminant – 2:06 (Thomas Newman)
16. Repair Ward – 2:20 (Thomas Newman)
17. 72 Degrees and Sunny – 3:12 (Thomas Newman)
18. Typing Bot – 0:47 (Thomas Newman)
19. Septuacentennial – 0:15 (Thomas Newman)
20. Gopher – 0:40 (Thomas Newman)
21. WALL-E's Pod Adventure – 1:13 (Thomas Newman)
22. Define Dancing – 2:23 (Thomas Newman e Peter Gabriel)
23. No Splashing No Diving – 0:47 (Thomas Newman)
24. All That Love's About – 0:37 (Thomas Newman)
25. M-O – 0:46 (Thomas Newman)
26. Directive A-113 – 2:05 (Thomas Newman)
27. Mutiny! – 1:29 (Thomas Newman)
28. Fixing WALL-E – 2:08 (Thomas Newman)
29. Rogue Robots – 2:02 (Thomas Newman)
30. March of the Gels – 0:54 (Thomas Newman)
31. Tilt – 2:00 (Thomas Newman)
32. The Holo-Detector – 1:07 (Thomas Newman)
33. Hyperjump – 1:04 (Thomas Newman)
34. Desperate EVE – 0:56 (Thomas Newman)
35. Static – 1:43 (Thomas Newman)
36. Michael Crawford – It Only Takes a Moment – 1:07
37. Down to Earth – 5:58 (musica: Thomas Newman e Peter Gabriel)
38. Horizon 12.2 – 1:27 (Thomas Newman)

## Promozione
Per la promozione del film la Pixar ha prodotto una serie di contenuti inediti destinati al web e alla TV, oltre ai classici teaser e trailer e alle featurettes (brevi interviste con i realizzatori, intervallate da scene del film).

### Marketing virtuale
Per la prima volta la Pixar ha utilizzato strumenti di marketing virtuale, creando un sito internet reale per la società fittizia Buy n Large. Oltre a presentare alcuni indizi sulla trama del film, il sito era anche un reale negozio online per comprare oggetti con il marchio BnL. La BnL è anche la presunta produttrice di un video apparso nel videogioco di Ratatouille in cui descriveva le caratteristiche del robot WALL•E, e di un altro video in cui si presentavano i robot del film.

### Vignette
Con il tradizionale spot da mandare in onda durante la finale del Super Bowl, la Pixar ha inaugurato una serie di video (chiamati "vignettes"): il protagonista è WALL•E alle prese con diversi oggetti e situazioni della vita quotidiana. Tutte le scene presentate nelle vignette non sono presenti nel film e sono state realizzate appositamente per la promozione.
Il primo di questi video era introdotto da una scena inedita con i protagonisti del film Toy Story, Woody e Buzz Lightyear (e le loro voci originali, Tom Hanks e Tim Allen). Un'altra vignette è stata trasmessa come spot durante una partita dell'NBA, riguardante proprio WALL•E e una palla da basket.
Questo è l'elenco di tutte le vignettes pubblicate (dalle pagine ufficiali del film su YouTube e MySpace):
su YouTube:
- WALL•E e l'aspirapolvere (durata 60")
- WALL•E e la calamita (22")
- WALL•E e l'hula-hoop (22")
- WALL•E e le cuffie (22")
- WALL•E e l'idrante (22")
- WALL•E e le palline (22")

su MySpace:
- WALL•E e la pallacanestro (08")
- WALL•E e il calcio (07")
- WALL•E e la cinepresa (06")
- WALL•E e la break-dance (10")
- WALL•E e la TV (06")
- WALL•E e il gioco delle tre tazze (38")

altri:
- WALL•E e il baseball (08")
- WALL•E, EVE e il baseball (06")
- WALL•E e il Wii
- WALL·E e lo specchio

(20")
Tutte queste vignette (tranne quella del Wii e quella della TV e poche altre non pubblicate online precedentemente) sono presenti nel secondo disco delle edizioni DVD e BD del film, montate assieme in un unico filmato dal titolo "Tesori e gingilli di WALL•E".

## Distribuzione
Il film è uscito il 27 giugno 2008 nelle sale cinematografiche statunitensi. In Italia è uscito il 17 ottobre 2008 al cinema e l'11 febbraio 2009 sul mercato dell'home video.

### Edizione italiana
La direzione del doppiaggio e i dialoghi italiani sono a cura di Carlo Cosolo, per conto della Technicolor spa.

## Accoglienza

### Incassi
A fronte di un budget stimato in 180 milioni di dollari, il film ha incassato 533281433 $ a livello mondiale.

### Critica
Sul sito Rotten Tomatoes, che aggrega le recensioni pubblicate su numerose testate, il film ha un indice di gradimento del 95% sulla base di 262 recensioni raccolte con una media di 8,6 su 10.
Inoltre il film si posiziona al 373º posto nella classifica dei 500 migliori film della storia redatta dalla rivista Empire.

## Riconoscimenti
- 2010 Empire - The 50 Best Animated Movie Characters
  - Quarto miglior personaggio di un cartone animato della storia[15]
- 2009 - Premio Oscar
  - Miglior film d'animazione a Andrew Stanton
  - Nomination Migliore sceneggiatura originale a Andrew Stanton, Jim Reardon e Pete Docter
  - Nomination Miglior sonoro a Tom Myers, Michael Semanick e Ben Burtt
  - Nomination Miglior montaggio sonoro a Ben Burtt e Matthew Wood
  - Nomination Miglior colonna sonora a Thomas Newman
  - Nomination Miglior canzone (Down to Earth) a Peter Gabriel e Thomas Newman
- 2009 - Golden Globe
  - Miglior film d'animazione
  - Nomination Miglior canzone (Down to Earth) a Peter Gabriel e Thomas Newman
- 2009 - Premio BAFTA
  - Miglior film d'animazione a Andrew Stanton
  - Nomination Miglior sonoro a Ben Burtt, Tom Myers, Michael Semanick e Matthew Wood
  - Nomination Miglior colonna sonora a Thomas Newman
- 2008 - Boston Society of Film Critics Award
  - Miglior film d'animazione
  - Miglior film
- 2009 - Broadcast Film Critics Association Award
  - Miglior film d'animazione
  - Nomination Miglior film
  - Nomination Miglior canzone (Down to Earth) a Peter Gabriel e Thomas Newman
- 2008 - Chicago Film Critics Association Award
  - Miglior film
  - Miglior film d'animazione
  - Migliore sceneggiatura originale a Andrew Stanton e Jim Reardon
  - Miglior colonna sonora a Thomas Newman
  - Nomination Migliore regia a Andrew Stanton
- 2009 - David di Donatello
  - Nomination Miglior film straniero a Andrew Stanton

- 2009 - Empire Award
  - Miglior film
  - Migliore regia a Andrew Stanton
- 2009 - Nastro d'argento
  - Nomination Miglior film extraeuropeo a Andrew Stanton[senza fonte]
- 2008 - National Board of Review Award
  - Miglior film d'animazione
  - Migliori dieci film
- 2009 - Las Vegas Film Critics Society Award
  - Miglior film d'animazione
- 2009 - Kansas City Film Critics Circle Award
  - Miglior film d'animazione
- 2008 - Los Angeles Film Critics Association Award
  - Miglior film
- 2009 - Motion Picture Sound Editors
  - Miglior montaggio sonoro
- 2009 - Central Ohio Film Critics Associatio
  - Miglior film
  - Miglior film d'animazione
  - Migliore sceneggiatura originale a Andrew Stanton, Jim Reardon e Pete Docter
- 2008 - New York Film Critics Circle Award
  - Miglior film d'animazione
- 2008 - Satellite Award
  - Miglior film d'animazione o a tecnica mista
  - Nomination Miglior sonoro (Montaggio e Missaggio) a Ben Burtt e Matthew Wood
  - Nomination Miglior colonna sonora a Thomas Newman
  - Nomination Miglior canzone originale (Down to Earth) a Peter Gabriel e Thomas Newman
- 2008 - Southeastern Film Critics Association Award
  - Miglior film d'animazione

- 2021
  - è stato scelto per la conservazione nel National Film Registry della Biblioteca del Congresso degli Stati Uniti d'America in quanto «film culturalmente, storicamente ed esteticamente significativo».[16]

## Cortometraggi

### Presto
Insieme al film WALL•E viene proiettato al cinema il cortometraggio originale Presto, sempre prodotto da Walt Disney Pictures e Pixar, storia di un prestigiatore di fin-de-siècle alle prese con un coniglio affamato che gli rovina lo spettacolo (o forse glielo salva?). Il cortometraggio è dichiaratamente ispirato ai cartoon della Warner Bros., di Tom & Jerry, e di Chuck Jones e Tex Avery in particolare. Il corto è stato successivamente pubblicato nell'edizione DVD e BD di WALL•E.

### BURN•E
Questo cortometraggio è disponibile nel DVD/Blu-ray Disc di WALL•E. Prende il nome da un robot riparatore che si intravede per alcuni secondi nel film, il quale riporta sulla sua scocca proprio la scritta "BURN•E". Il cortometraggio narra le tragicomiche avventure del povero robottino, incaricato da AUTO in una trama parallela a quella del film di sostituire un dispositivo che WALL•E inintenzionalmente danneggia come conseguenza di una sua azione in una scena "poetica" del film principale, ma che le azioni dei personaggi del film continuano ad impedire di riparare.

## Controversie
Il tema dell'obesità è stato recepito in maniera contrastata dal pubblico americano, sin dalle prime proiezioni di prova del film: c'è chi ne esaltava il valore educativo e chi invece riscontrava un messaggio sbagliato nel paragonare le gravità dei due problemi: l'obesità e l'insostenibilità ambientale. A causa delle reazioni a quelle proiezioni di prova il tema dell'obesità nel film è stato completamente rivisto per la versione finale, ma anche in questo caso non ha mancato di sortire disappunto da parte del pubblico affetto da obesità.
Un'accusa di plagio è invece arrivata sin da quando fu mostrata la prima immagine del robot WALL•E: a detta di molti commentatori è simile per molti aspetti al robot Numero 5 del film Corto circuito. Tuttavia nessuno dei produttori di questo film ha mosso accuse ufficiali alla Pixar. In un incontro con gli spettatori al "WonderCon" di San Francisco il regista Andrew Stanton ha dichiarato che non ha intenzionalmente preso spunto da Corto circuito, ma che l'idea di un robot con tali fattezze gli è venuta in mente da piccolo: era allo stadio a guardare una partita con il binocolo, quando si rese conto che tenendolo in mano e capovolgendolo sottosopra (e viceversa) poteva far assumere al binocolo la forma delle sembianze di un'espressione facciale "felice" o "triste". Da lì venne l'idea di creare un robot con gli occhi simili alla forma di un binocolo: tramite questi "occhi", inclinati nella forma di un binocolo dritto o capovolto, poteva mostrare una vasta gamma di sentimenti. Il resto delle caratteristiche di design di WALL•E (come i cingoli, simili a quelli di Numero 5) è risultato dalle esigenze del film, non da una diretta ispirazione.